# Embalse (Córdova)

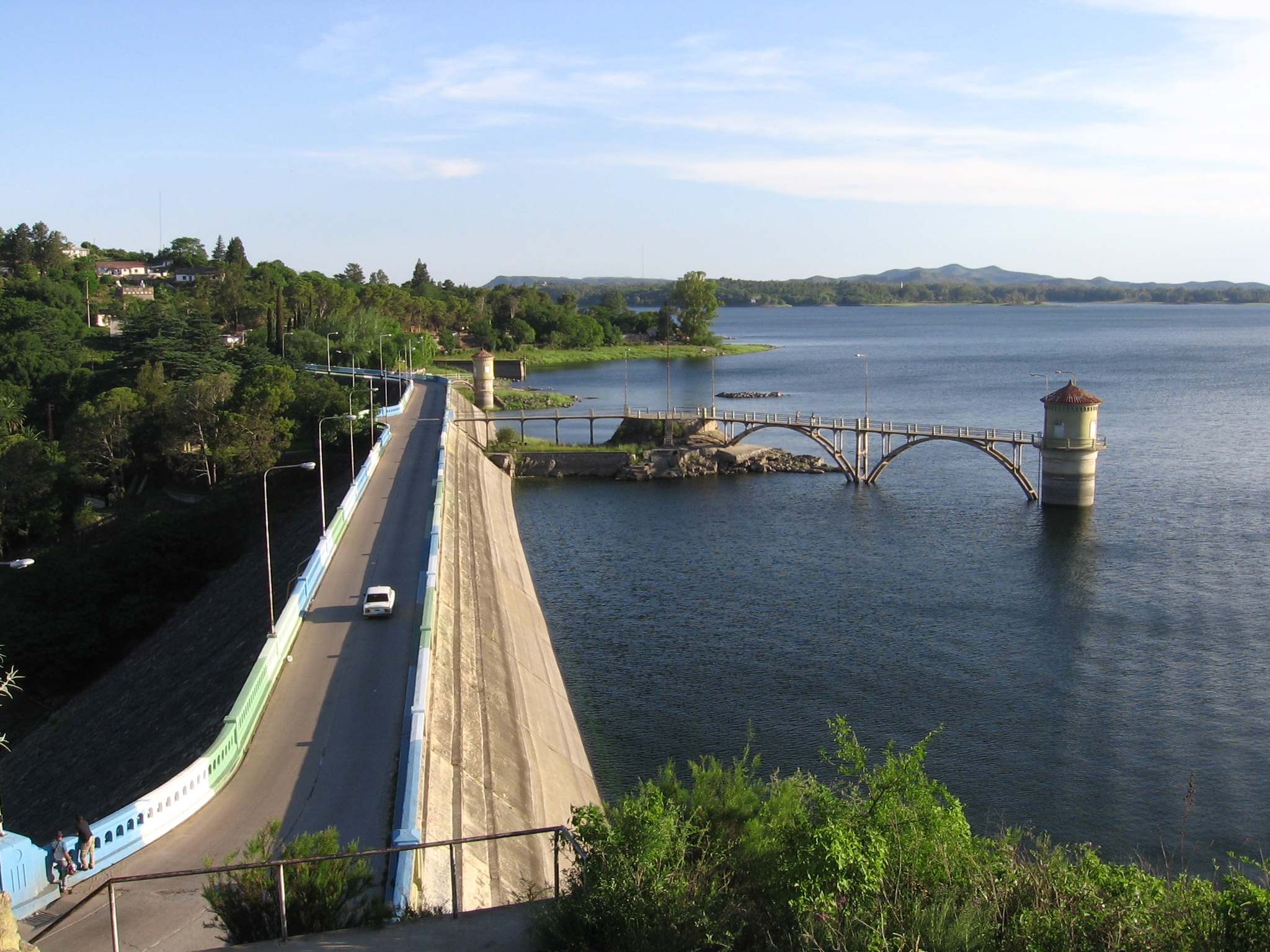
Reservatório na cidade de Embalse, na província de Córdova, Argentina.

Embalse é um município da província de Córdova, na Argentina.